# Дюбоск, Франк
Франк Дюбоск (фр. Franck Dubosc; род. 7 ноября 1963 года) — французский комик
 и актёр театра и кино. Известен ролями хитроватых недотёп и патологических лжецов.

## Биография
Дебютировал в кино в 1985 году в комедии Мишеля Ланга «Для нас, мальчиков».
Наиболее весомых успехов добился благодаря ролям в фильмах «Кемпинг», «Астерикс на Олимпийских играх», «Диско», «Добро пожаловать на борт», «Пришельцы 3: Взятие Бастилии» и сериале «Горец».
Дюбоск занимает 94-е место в списке самых прибыльных актёров французского кино.

## Избранная фильмография
| Год  | Название                      | Оригинальное название        | Роль                                     |
| ---- | ----------------------------- | ---------------------------- | ---------------------------------------- |
| 1993 | Горец                         | Highlander: The Series       | Мишель де Бургонь (2-й сезон)            |
| 2008 | Астерикс на Олимпийских играх | Astérix aux Jeux Olympiques  | Консерваторикс                           |
| 2008 | Диско                         | Disco                        | Дидье Грэндорж                           |
| 2016 | Пришельцы 3: Взятие Бастилии  | Les Visiteurs: La Révolution | Гонзаг де Монмирай / Франсуа де Монмирай |
| 2018 | Попробуй подкати              | Tout le monde debout         | Жюслен                                   |

## Награды и номинации
- NRJ Ciné Award 2006:
  - «Кемпинг» — лучшие реплики (победа)[4]
- Gérard du cinéma 2010:
  - «Киноман» — худшая мужская роль (победа)[5]
- Gérard du cinéma 2011:
  - «Кемпинг 2» — худшая мужская роль (победа)[5]

## Личная жизнь
Жена — Даниэль Дюбоск.